# Francisco Javier Varela Salas
Francisco Javier Varela Salas (Puertollano, Ciudad Real, 15 de agosto de 1952) es un militar español retirado. Durante su servicio activo, alcanzó el empleo de general de ejército, el máximo empleo militar al que puede aspirar un miembro del Ejército de Tierra de España. Lo alcanzó tras ser nombrado jefe de Estado Mayor del Ejército de Tierra (JEME) el 1 de abril de 2017, cargo que ocupó hasta el 6 de octubre de 2021.

## Biografía
Ingresó en la Academia General Militar de Zaragoza en 1973, Promoción XXXIII, pasando después por la de Infantería y alcanzando el empleo de teniente de infantería en 1978. El 1 de abril de 2017 fue designado general de ejército del Cuerpo General del Ejército de Tierra de España, tomando posesión de su cargo el  3 de abril.
Diplomado en Estado Mayor del Ejército de Tierra, cuenta con formación militar especializada como buceador de asalto, mando de operaciones especiales y paracaidista, jefe-especialista de carros de combate, formación en operaciones psicológicas para oficiales y ha realizado estudios avanzados de Infantería en los Estados Unidos. También ha recibido la capacitación necesaria que le ha permitido dar clases como profesor de la Escuela de Montaña y Operaciones Especiales del Ejército de Tierra. 
Se convirtió en capitán en el año 1981, comandante diez años después, teniente coronel en 1998 y fue ascendido a coronel en 2005.
Obtuvo su primer destino en la Compañía de Operaciones Especiales n.º 41, situada en Barcelona, prestando posteriormente servicios en la Escuela Militar de Montaña, el Regimiento de Infantería Aerotransportable “Isabel La Católica” nº 29, la Inspección de Infantería, el Cuartel General de la Fuerza de Acción Rápida (FAR) y el Estado Mayor del Ejército de Tierra. Fue promovido a jefatura de la XIX Bandera de Operaciones Especiales de la Legión (BOEL), a la del Grupo de Operaciones Especiales “Maderal Oleaga” XIX y ocupó las jefaturas de Estado Mayor del Mando de Operaciones Especiales, de la Fuerza de Acción Rápida y de la Fuerza Terrestre del Ejército de Tierra (FUTER). 
Accedió al generalato en el año 2009, estando destinado hasta febrero de 2011 en la jefatura de la Brigada de la Legión «Rey Alfonso XIII». En 2011, como general de división, fue designado jefe del Mando de las desaparecidas Fuerzas Ligeras del Ejército de Tierra (actualmente División «Castillejos»), manteniéndose en este destino hasta el mes de julio de 2014. En ese año, ya como teniente general se puso al frente de la Fuerza Terrestre del Ejército de Tierra, cuyo cuartel general se encuentra en la ciudad de Sevilla, asumiendo el mando del Cuartel General Terrestre de Alta Disponibilidad dos años más tarde. Cesó en este destino en abril de 2017, al anunciarse que sería designado jefe de Estado Mayor del Ejército de Tierra.
El general Varela Salas también ha sido destinado a varias misiones en el exterior, entre 1987 y 1988 participó en la primera expedición española a la Antártida. En 1992 formó parte de la Fuerza de Protección de las Naciones Unidas en Croacia y Bosnia Herzegovina durante las guerras de Yugoslavia. En 1999 y 2001 fue enviado a Kosovo, en el seno de la KFOR. En 2008, en Herat (Afganistán), participó en la Misión Romeo-Alfa.
En 2021, el Ministerio de Defensa anunció la creación de una nueva base logística del Ejército de Tierra en la provincia de Córdoba, que llevará el nombre del General Varela Salas.
El 6 de octubre de 2021, tras más de cuatro años al frente de la rama terrestre de las Fuerzas Armadas Españolas, cesó en el cargo, siendo sustituido por el general de ejército Amador Fernando Enseñat y Berea. Asimismo, pasó a la reserva. Por sus servicios, el Consejo de Ministros le concedió la Gran Cruz del Mérito Naval con distintivo blanco.
El 9 de julio de 2022 recibió en la Escuela de Montaña y Operaciones Especiales el Premio EMMOE 2022, en reconocimiento al apoyo e impulso a los valores y enseñanzas que se imparten en dicho centro.

## Empleos militares
- 1973: Cadete en la Academia General Militar de Zaragoza
- 1976: Alférez
- 1978: Teniente
- 1981: Capitán
- 1991: Comandante
- 1998: Teniente Coronel
- 2005: Coronel
- 2009: General de Brigada
- 2011: General de División
- 2014: Teniente General
- 2017: General de Ejército

## Condecoraciones
- Gran Cruz al Mérito Militar (Distintivo Blanco).
- Gran Cruz al Mérito Naval (Distintivo Blanco).[11]
- Gran Cruz de la Orden del Mérito de la Guardia Civil.
- Gran Cruz de la Real y Militar Orden de San Hermenegildo.
- Placa de la Real y Militar Orden de San Hermenegildo.
- Encomienda de la Real y Militar Orden de San Hermenegildo.
- Cruz de la Real y Militar Orden de San Hermenegildo.
- Cruz al Mérito Militar (Distintivo Blanco). 8 veces
- Cruz al Mérito Naval (Distintivo Blanco).
- Medalla de las Naciones Unidas (UNPROFOR).
- Medalla OTAN (Kosovo).
- Medalla OTAN (ISAF).
- Cruz de San Jorge de la República Portuguesa.[14][15]
- Cruz al Mérito Policial (Distintivo Blanco)[16]
- Medalla 18 de mayo de 1811 de la República Oriental del Uruguay[17]
- Orden de Servicios Distinguidos al Mérito Militar de la República Argentina (Gran Cruz)[18]
- Gran Cruz de la Medalla al Mérito Militar de la República Portuguesa.[19]
- Gran Oficial de la Orden del Mérito Militar de la República Federativa de Brasil.[20]
- Oficial y Caballero de la Legión de Honor de la República Francesa.[21]
- Cruz de la Victoria de la República de Chile.[22]
- Medalla Conmemorativa Asociación Los últimos de Filipinas.[23]
- Medalla conmemorativa de la Operación Balmis.[24]
- Dos Menciones Honoríficas.

Distintivos
- Distintivo de Paracaidista (España).
- Distintivo de Guerrillero (Operaciones Especiales) del Ejército de Tierra (España).
- Distintivo de Buceador de Asalto (España).
- Distintivo de Diplomado en Estado Mayor, Ejército de Tierra (España).
- Distintivo de Profesorado Militar en Centros de Enseñanza (España).
- Distintivo de Mérito por Operaciones de Mantenimiento de la Paz (España).
- Distintivo de Curso de Infantería Avanzado en Estados Unidos.
- Distintivo de Permanencia en Unidades de Operaciones Especiales del Ejército de Tierra (3 Barras Doradas, 2 Barras Verdes)
- Distintivo de Mérito de la Campaña Antártica del Ejército de Tierra.[25]
- Distintivo de Permanencia de la Brigada de la Legión «Rey Alfonso XIII».
- Distintivo de Función del Mando de Operaciones (España).

| Predecesor: Jaime Domínguez Buj | Jefe de Estado Mayor del Ejército de Tierra 1 de abril de 2017 - 9 de octubre de 2021 | Sucesor: Amador Fernando Enseñat y Berea |